# Manfred Noa
Manfred Simon Noa (* 22. März 1894 in Berlin; † 4. Dezember 1930 ebenda) war ein deutscher Filmregisseur und Szenenbildner.

## Leben
Manfred Noa, der Bruder der Schauspielerin Loo Hardy (geboren als Charlotte Noa, verheiratete Levy) und der Drehbuchautorin Margarete M. Langen, besuchte das Luisenstädtische Realgymnasium, studierte Malerei an der Kunstgewerbeschule Berlin und arbeitete danach als Theatermaler und Bühnenbildner. Ende 1915 begann er als Szenenbildner für den Film tätig zu werden und stattete besonders die Dramen und Krimis Richard Oswalds und Johannes Guters aus.
Noa führte erstmals 1916 Regie. Seit 1919 war er überwiegend als Regisseur tätig. Mit seiner eigenen Noa-Film GmbH, die er im Dezember 1925 zusammen mit dem Kaufmann Max Badner gegründet hatte, übernahm er zudem die Produktion. Mit Nathan der Weise nach dem Drama von Lessing und dem zweiteiligen Historienepos Helena lieferte er seine ambitioniertesten Leistungen. 
Er war von 1923 bis 1924 mit der Schauspielerin Eva May verheiratet.

## Filmografie
als Regisseur
- 1916: Der schwarze Pierrot (nur Drehbuch)
- 1917: Der Tod des Baumeisters Olsen
- 1917: Bobby als Amor
- 1918: Der Stellvertreter
- 1919: Das Mädchen und die Männer
- 1919: Liebe
- 1920: Haß
- 1920: Schneider Wibbel
- 1920: Berlin W. (auch Drehbuch)
- 1921: Opfer der Keuschheit
- 1921: Schieber
- 1921: Söhne der Nacht (2 Teile)
- 1921: Der heilige Haß (2 Teile, auch Drehbuch)
- 1922: Die Schiffbrüchigen
- 1922: Nathan der Weise
- 1924: Helena (2 Teile)
- 1924: Das schöne Abenteuer
- 1925: Der Mann im Sattel
- 1925: Soll man heiraten?
- 1926: Die versunkene Flotte
- 1926: Junges Blut
- 1926: Warum sich scheiden lassen?
- 1926: Der Mann aus dem Jenseits
- 1926: Das süße Mädel (auch Schauspieler)
- 1926: Der Provinzonkel (auch Produktion)
- 1927: Die Achtzehnjährigen (auch Produktion)
- 1927: Gauner im Frack (auch Produktion)
- 1927: Glanz und Elend der Kurtisanen
- 1927: Die Dame von Paris
- 1927: Der große Unbekannte (auch Produktion)
- 1928: Casanovas Erbe (auch Produktion)
- 1928: Die Dame und ihr Chauffeur (auch Produktion)
- 1928: Moderne Piraten (auch Produktion)
- 1929: Aufruhr im Junggesellenheim
- 1929: Meine Schwester und ich
- 1930: Mon coeur incognito
- 1930: Der Walzerkönig
- 1930: Leutnant warst Du einst bei den Husaren
- 1931: Der Weg nach Rio

als Filmarchitekt
- 1916: Hoffmanns Erzählungen
- 1916: Zirkusblut
- 1916: Am Amboß des Glücks
- 1916: Die Rache der Toten
- 1916: Das unheimliche Haus
- 1916: Der chinesische Götze
- 1917: Das Bildnis des Dorian Gray
- 1917: Das Geheimnis der Pagode
- 1917: Der Schloßherr von Hohenstein
- 1917/18: Es werde Licht! (4 Teile)
- 1918: Die Fürstin von Beranien
- 1919: Das Buch Esther
- 1921: Der Tod und die Liebe – Vera-Filmwerke